# Wilhelm Suden
Heinrich Wilhelm Suden (* 20. Februar 1791 (Taufe) in Mühlhausen; † 7. September 1873 in Mengeringhausen) war ein deutscher Gutsbesitzer und Politiker.

## Leben
Suden war der Sohn des Landwirts und Kirchenprovisors Johann Henrich Christian Suden (* 5. April 1760 in Mühlhausen; † 1823) und dessen Ehefrau Marie Sophie geborene Backhaus (* 13. März 1761 in Waldeck; begraben 9. November 1804 in Mühlhausen). Er war evangelisch und lebte zunächst ab 1825 in einer nichtehelichen Verbindung mit Henriette Christiane Grebe (* 23. Oktober 1802 in Kohlgrund; † 19. August 1871 ebenda), der Tochter des Schneidermeister Franz Carl Grebe. Am 30. April 1826 heiratete er in Mengeringhausen in erster Ehe die Witwe des Försters auf Gut Höhnscheid zu Freienhagen, Georg Thöne, Christiana Graf († 27. März 1840 in Mengeringhausen). Nach dem Tod der ersten Ehefrau heiratete er am 22. September 1840 in Mengeringhausen Dorothea Catharina Klapp (* 19. September 1809 in Mengeringhausen; † 23. Dezember 1852 in Helmighausen), die Tochter des Landstandes Georg Friedrich Klapp und der Clara Elisabeth Graf. Am 12. August 1854 heiratete er in Mengeringhausen in dritter Ehe die Witwe Caroline Dorothea Oxenius (* 5. September 1825 in Arolsen). Der Sohn aus erster Ehe, Friedrich Suden, wurde Erbe und ebenfalls Landstand.
Suden war zunächst Ökonom und Verwalter auf Eilhausen. Er bemühte sich schon 1825 um die Pacht des Gutes Cappel und war (1826, 1840) Conductor zu Cappel und spätestens seit 1834/35 bis 1838 tatsächlich Pächter des Gutes Cappel. Seit ca. 1839 war er Gutsbesitzer zu Helmighausen. Er beantragte 1846 die Allodifizierung seines in Mühlhausen gelegenen Lehens. (1854) wird er wieder als Conductor zu Cappel und (1873) als Rentner zu Mengeringhausen genannt.
Das landtagsfähige Burggut Helmighausen berechtigte zur Landstandschaft. Er war daher vom 3. April bis zum 14. Juni 1848 Mitglied des  Landstandes des Fürstentums Waldeck.